# Adrian Wahlen
Adrian Wahlen (* 5. August 1997 in Berlin) ist ein deutscher Schauspieler.
Wahlen spielte 2006 bis 2007 die Rolle des Manuel Rudolph in der Kinderserie Schloss Einstein. Bisher verkörperte er Rollen in den Fernsehproduktionen Unser Kindermädchen ist ein Millionär, Der Zauber des Regenbogens und Die Flucht. Des Weiteren war er im Kinospielfilm Unter dem Eis zu sehen.